# Priario
Priario, in latino Priarius, (... – Oedenburg, 378) fu un re del gau dei Lentiensi, una tribù alemanna. Il suo nome ci viene dallo scrittore romano Ammiano Marcellino.
Priario e il suo esercito furono sconfitti e uccisi dalle truppe dell'imperatore romano Graziano in una campagna in Alsazia nella battaglia di Argentovaria, l'odierna Oedenburg-Biesheim vicino a Neuf-Brisach e Biesheim. Non sono state trasmesse ulteriori informazioni sulla vita di Priario.